# 日長石

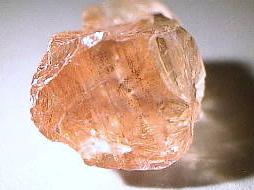
日長石（サンストーン）

日長石（にっちょうせき、sunstone）は、長石グループに属する宝石。 灰曹長石のジュエリー級のものがサンストーンと呼ばれる。紅色の長石でアベンチュレッセンスを持つので、アベンチュリンフェルドスパーとも呼ばれている。月長石と対になることから日長石（サンストーン）の名がついた。ギリシア語で「太陽の石」という意味のヘリオライト（heliolite）という名もある。

## 性質・特徴
澄んだ透明ないしは不透明の結晶で、虹色の反射を伴う。結晶内部に金属小片結晶を含む。結晶は主に塊状で産出、小さくタンブル状のことが多い。
インド産のものは、灰曹長石（オリゴクレーズ）に赤鉄鉱を含んだ半透明～不透明の宝石になる。
結晶系　三斜晶系
硬度 6～6.5

## 成分・種類
針鉄鉱、赤鉄鉱、銅などを含む。

## 産出地
主産地はインド、カナダ、アメリカ合衆国オレゴン州、ノルウェー、日本（三宅島）など。

## 用途・加工法
- 宝飾品、鉱物標本。
- 主にカボション・カット、透明なものはファセット・カットされることもある

## サイド・ストーリー
古来より太陽の力を宿す石として扱われる。古代ギリシャでは太陽神の象徴として崇められ、お守りにしたり、毒を無効化する目的で杯や皿に使用された。インドではお祝いの儀式の時に使われていたという伝承がある。またリウマチの治療などにも用いられていた。
十二星座では獅子座、天秤座、惑星は太陽に関係が深いと言われる。
オレゴン州で産出する銅を多く含んだ変種はオレゴン・サンストーンとよばれ、1987年にオレゴン州の宝石として指定されている。